# Thurzó Szaniszló (római katolikus főpap)
Thurzó Szaniszló (1470 – Olomouc (Alamóc), 1540. április 17.) alamóci humanista püspök. Thurzó Elek testvére.

## Élete
Thurzó János (bányatulajdonos) és Beck Borbála fia. A Padovai Egyetemen tanult, majd alamóci kanonok lett. 1496-ban miután kijárta Rómában a pápánál az alamóci káptalan választási jogának visszaállítását, őt választották püspökké. 1500-ban visszavette Kroměřížt a zálogból. Számos gótikus építmény fűződik a nevéhez Alamócban és környékén.
Két cseh királyt koronázott.